# ۷ مهر
۷ مهر صد و نود سومین روز سال در گاه‌شماری خورشیدی است. به پایان سال ۱۷۲ روز (۱۷۳ روز در سال کبیسه) باقی‌است.

## رویدادها
- کشف بزرگترین میدان نفتی ایران با ظرفیت ۲۶ میلیارد بشکه در حوالی اهواز (۱۳۷۸ ش)
- بنا به تقاضای سید ابوالقاسم کاشانی امروز برای پشتیبانی از محمد مصدق و ابراز انزجار از رفتار نمایندگان مخالف تعطیل عمومی اعلام شد(۱۳۳۰ ش)
- ۱۴۰۱ - آغاز اعتراضات ۱۴۰۱ استادان دانشگاه ایران

## مناسبت‌ها
- روز آتش‌نشانی و ایمنی (در ایران)[۱]
- روز بزرگداشت شمس تبریزی

## زادروزها
- ۱۳۰۶ - حسین دهلوی، آهنگساز، رهبر ارکستر و از صاحب نظران موسیقی معاصر
- ۱۳۲۳ - نصرالله مدقالچی، دوبلور و مدیر دوبلاژ پیشکسوت، صدا پیشه
- ۱۳۳۳ - مسعود پزشکیان، نهمین رئیس جمهور ایران
- ۱۳۳۵ - غلامحسین محسنی اژه‌ای، رئیس کنونی قوه قضائیه ایران
- ۱۳۶۲ - اندیشه فولادوند، شاعر و بازیگر
- ۱۳۶۴ - علیرضا طلیسچی، خواننده

## درگذشت‌ها
- ۱۳۶۰ - موسی نامجو، وزیر دفاع ایران[۱]
- ۱۳۶۰ - یوسف کلاهدوز، قائم‌مقام سپاه پاسداران انقلاب اسلامی[۱]
- ۱۳۶۰ - محمد جهان‌آرا، فرماندهٔ سپاه پاسداران انقلاب اسلامی خرمشهر[۱]
- ۱۳۶۰ - جواد فکوری فرمانده نیروی هوایی و وزارت دفاع و پشتیبانی نیروهای مسلح جمهوری اسلامی ایران[۲]
- ۱۳۶۰ - ولی‌الله فلاحی فرماندهی نیروی زمینی ارتش جمهوری اسلامی ایران[۲]
- ۱۳۶۰ - سیدعبدالکریم هاشمی نژاد روحانی انقلابی
- ۱۳۷۴ - محمد حسن صافی اصفهانی زعیم حوزه علمیه اصفهان
- ۱۳۹۱ - بهروز مسروری، بازیگر سینما، تلویزیون و رادیو
- ۱۳۸۶ - حمید قنبری، خواننده و دوبلور (زاده ۱۳۰۳)
- ۱۴۰۳ - سید حسن نصرالله. دبیر کل حزب الله لبنان